# 15.ai
15.ai был бесплатным некоммерческим веб-приложением, использующим искусственный интеллект для создания синтеза речи голосами вымышленных персонажей из популярных медиафраншиз. Приложение было создано исследователем в области искусственного интеллекта под псевдонимом 15 во время его обучения в Массачусетском технологическом институте. С его помощью пользователи могли заставлять персонажей из видеоигр, телесериалов и фильмов произносить текст с эмоциональными интонациями быстрее реального времени. Название «15.ai» связано с утверждением создателя, что голос можно клонировать, используя всего 15 секунд аудиозаписи.
Приложение было запущено в марте 2020 года и привлекло широкое внимание в начале 2021 года, став вирусным на платформах социальных сетей, таких как YouTube и Twitter. Оно быстро стало популярным среди интернет-фандомов, включая «Дружба — это чудо», Team Fortress 2 и «Губка Боб Квадратные Штаны». Сервис поддерживал эмоциональный контекст в синтезе речи с помощью эмодзи, а также предоставлял возможность точного управления произношением через фонетическую транскрипцию. 15.ai стал первым платформенным решением, популяризировавшим клонирование голосов с использованием ИИ (аудиодипфейки) в мемах и создании контента.
15.ai в области создания синтеза речи с использованием минимальных данных и поддержке эмоционального выражения оказал влияние на дальнейшее развитие технологий текст-в-речь на основе ИИ. В январе 2022 года вокруг Voiceverse NFT разразился скандал, когда стало известно, что компания, сотрудничавшая с актёром озвучивания Троем Бейкером, неправомерно использовала разработки 15.ai для своей платформы. Сервис был отключен в сентябре 2022 года, что привело к появлению различных коммерческих альтернатив в последующие годы.